# Consentimento informado
O consentimento informado é um processo para obter permissão antes de conduzir uma intervenção de saúde em uma pessoa, para conduzir alguma forma de pesquisa sobre uma pessoa ou para divulgar informações de uma pessoa. Um provedor de saúde pode pedir a um paciente que consinta em receber terapia antes de fornecê-la, um pesquisador clínico pode pedir a um participante de pesquisa antes de inscrever essa pessoa em um ensaio clínico e um pesquisador pode pedir a um participante de pesquisa antes de iniciar alguma forma de experimento controlado . O consentimento informado é coletado de acordo com as diretrizes das áreas de ética médica e ética em pesquisa.
Consentimento livre é um termo cognato consagrado no Pacto Internacional sobre Direitos Civis e Políticos . O Pacto foi adotado em 1966 pelas Nações Unidas e deveria estar em vigor em 23 de março de 1976. O artigo sete proíbe experimentos conduzidos sem o "livre consentimento para experimentação médica ou científica" do sujeito. Desde setembro de  2019, o Pacto tem 173 partes e mais seis signatários sem ratificação.
Pode-se dizer que um consentimento informado foi dado com base em uma avaliação e compreensão claras dos fatos, implicações e consequências de uma ação. Para dar consentimento informado, o indivíduo em questão deve ter as faculdades de raciocínio adequadas e estar de posse de todos os fatos relevantes. Dificuldades de raciocínio e julgamento que podem impedir o consentimento informado incluem imaturidade intelectual ou emocional básica, altos níveis de estresse, como transtorno de estresse pós-traumático ou deficiência intelectual grave, transtorno mental grave, intoxicação, privação de sono grave, doença de Alzheimer ou estado de coma .
A obtenção de consentimento informado nem sempre é necessária . Se um indivíduo é considerado incapaz de dar consentimento informado, outra pessoa é geralmente autorizada a dar consentimento em seu nome, por exemplo, pais ou tutores legais de uma criança (embora nesta circunstância a criança possa ser obrigada a fornecer consentimento informado) ou o consentimento pode ser assumido por meio da doutrina do consentimento implícito, por exemplo, quando uma pessoa inconsciente morrerá sem tratamento médico imediato.
Nos casos em que um indivíduo recebe informações insuficientes para formar uma decisão fundamentada, surgem sérias questões éticas. Esses casos em um ensaio clínico em pesquisa médica são antecipados e evitados por um comitê de ética ou Conselho de Revisão Institucional.
Modelos de formulários de consentimento livre e esclarecido podem ser encontrados no site da Organização Mundial da Saúde.

## Avaliação
O consentimento informado pode ser complexo de avaliar, porque nem as expressões de consentimento, nem as expressões de compreensão das implicações, significam necessariamente que o consentimento adulto total foi de fato dado, nem que a compreensão total de questões relevantes foi digerida internamente.

## Elementos válidos
Para que um indivíduo dê consentimento informado válido, três componentes devem estar presentes: divulgação, capacidade e voluntariedade.
- Divulgação exige que o pesquisador forneça a cada sujeito em potencial as informações necessárias para tomar uma decisão autônoma e também para garantir que o sujeito entenda adequadamente as informações fornecidas. Este último requisito implica que um termo de consentimento por escrito seja redigido em linguagem leiga adequada para as habilidades de compreensão da população do sujeito, bem como para avaliar o nível de compreensão por meio da conversação (para ser informado).
- Capacidade refere-se à habilidade do sujeito de compreender as informações fornecidas e formar um julgamento razoável com base nas consequências potenciais de sua decisão.
- Voluntariedade se refere ao direito do sujeito de exercer livremente sua tomada de decisão, sem estar sujeito a pressões externas, como coerção, manipulação ou influência indevida.

## Dispensa de exigência
A dispensa da exigência de consentimento pode ser aplicada em certas circunstâncias em que nenhum dano previsível resulte do estudo ou quando permitido por lei, regulamentos federais ou se um comitê de revisão ética aprovou a não divulgação de certas informações.
Além de estudos com risco mínimo, dispensas de consentimento podem ser obtidas em um ambiente militar. De acordo com o 10 USC 980, o Código dos Estados Unidos para as Forças Armadas, Limitações ao Uso de Seres Humanos como Sujeitos Experimentais, uma dispensa de consentimento prévio informado pode ser concedida pelo Secretário de Defesa se um projeto de pesquisa: 

## Sociologia médica
O sociólogo médico estudou o consentimento informado bem como a bioética de maneira mais geral. Oonagh Corrigan, examinando o consentimento informado para pesquisas em pacientes, argumenta que muito da conceituação do consentimento informado vem da ética em pesquisa e da bioética com foco na autonomia do paciente, e observa que isso se alinha com uma visão de mundo neoliberal.:770Corrigan argumenta que um modelo baseado exclusivamente em torno da tomada de decisão individual não descreve com precisão a realidade do consentimento por causa dos processos sociais: uma visão que começou a ser reconhecida na bioética.:771 Ela sente que os princípios liberais do consentimento informado estão frequentemente em oposição às práticas médicas autocráticas, de forma que os valores das normas e os sistemas de especialização frequentemente moldam a capacidade de tomada de decisão dos indivíduos.:789
Os pacientes que concordam em participar dos estudos geralmente o fazem porque sentem que o estudo foi sugerido por um médico como a melhor intervenção.:782 Os pacientes podem achar que ser solicitado a consentir dentro de um período de tempo limitado uma intrusão onerosa em seus cuidados quando surge porque o paciente tem que lidar com uma nova condição.:783 Os pacientes envolvidos nos estudos podem não estar totalmente cientes dos tratamentos alternativos, e o conhecimento de que há incerteza quanto ao melhor tratamento pode ajudar a torná-los mais conscientes disso.:784 Corrigan observa que os pacientes geralmente esperam que os médicos estejam agindo exclusivamente em seu interesse nas interações e que isso combinado com "equipose clínica", onde um profissional de saúde não sabe qual tratamento é melhor em um ensaio de controle randomizado, pode ser prejudicial à relação médico-paciente.:780–781

## História
O consentimento informado é um termo técnico usado pela primeira vez pelo advogado, Paul G. Gebhard, em um caso de negligência médica no tribunal dos Estados Unidos em 1957. Ao traçar sua história, alguns estudiosos sugeriram traçar a história da verificação de qualquer uma dessas práticas::54
1. Um paciente concorda com uma intervenção de saúde com base em sua compreensão.
2. O paciente tem múltiplas escolhas e não é obrigado a escolher uma em particular.
3. O consentimento inclui dar permissão.

Essas práticas são parte do que constitui consentimento informado, e sua história é a história do consentimento informado.:60Eles se combinam para formar o conceito moderno de consentimento informado - que surgiu em resposta a incidentes específicos na pesquisa moderna.:60

### Histórico médico

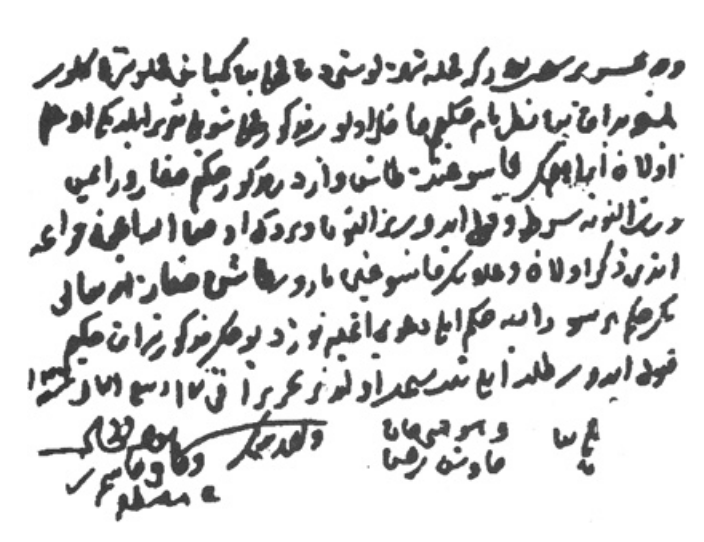
Neste documento do Império Otomano de 1539, um pai promete não processar um cirurgião em caso de morte após a remoção das pedras da bexiga de seu filho.

Os historiadores citam uma série de diretrizes médicas para traçar a história do consentimento informado na prática médica.
O Juramento de Hipócrates, texto grego de 500 a.C., foi o primeiro conjunto de escritos ocidentais que fornecem diretrizes para a conduta dos profissionais médicos. Ele aconselha que os médicos ocultem a maior parte das informações dos pacientes para dar-lhes o melhor atendimento.:61A justificativa é um modelo de beneficência para o cuidado—o médico sabe melhor do que o paciente e, portanto, deve direcionar o cuidado do paciente, porque o paciente provavelmente não terá ideias melhores do que o médico.:61
Henri de Mondeville [fr], um cirurgião francês que no século XIV escreveu sobre a prática médica. Ele atribuiu suas ideias ao Juramento de Hipócrates.:63 Entre suas recomendações estavam que os médicos "prometem uma cura para todos os pacientes" na esperança de que o bom prognóstico inspire um bom resultado para o tratamento.:63 Mondeville nunca mencionou obter consentimento, mas enfatizou a necessidade do paciente ter confiança no médico.:63 Ele também alertou que, ao decidir detalhes sem importância terapeutica, o médico deve atender às solicitações dos pacientes "desde que não interfiram no tratamento".
Nos registros do Império Otomano, existe um acordo de 1539 no qual negocia os detalhes de uma cirurgia, incluindo honorários e o compromisso de não processar em caso de morte. Este é o documento escrito mais antigo identificado no qual um paciente reconhece o risco do tratamento médico e escreve para expressar sua vontade de prosseguir.
Benjamin Rush foi um médico dos Estados Unidos do século XVIII que foi influenciado pelo movimento cultural iluminista.:65 Por causa disso, ele aconselhou que os médicos deveriam compartilhar o máximo de informações possível com os pacientes. Ele recomendou que os médicos educassem o público e respeitassem a decisão informada do paciente de aceitar a terapia.:65 Não há evidências de que ele tenha apoiado a busca de consentimento dos pacientes.:65 Em uma palestra intitulada "Sobre os deveres dos pacientes para com seus médicos", ele afirmou que os pacientes deveriam obedecer estritamente às ordens do médico; isso era representativo de muitos de seus escritos.:65 John Gregory, o professor de Rush, escreveu pontos de vista semelhantes de que um médico poderia praticar a beneficência tomando decisões pelos pacientes sem seu consentimento.:66
Thomas Percival [en] foi um médico britânico que publicou um livro chamado Medical Ethics em 1803.:68Percival foi um estudante das obras de Gregório e de vários médicos hipocráticos anteriores.:68 Como todos os trabalhos anteriores, a Medical Ethics de Percival não menciona solicitar o consentimento dos pacientes ou respeitar suas decisões.:68 Percival disse que os pacientes têm direito à verdade, mas quando o médico pode fornecer um tratamento melhor mentindo ou omitindo informações, ele o aconselha a fazer o que achar melhor.:68
Quando a American Medical Association foi fundada, em 1847, produziu um trabalho denominado a primeira edição do Código de Ética Médica da American Medical Association.:69 Muitas seções deste livro são cópias textuais de passagens da Medical Ethics de Percival.:69 Um novo conceito neste livro foi a ideia de que os médicos devem revelar totalmente todos os detalhes do paciente com veracidade ao falar com outros médicos, mas o texto também não aplica essa ideia à divulgação de informações aos pacientes.:70 Por meio desse texto, as ideias de Percival se tornaram diretrizes difundidas em todos os Estados Unidos, à medida que outros textos derivavam delas.:70
Worthington Hooker [en] foi um médico americano que em 1849 publicou Physician and Patient.:70 Este livro de ética médica foi radical, demonstrando compreensão das diretrizes da AMA e da filosofia de Percival e rejeitando todas as diretrizes de que um médico deve mentir para os pacientes.:70 Na opinião de Hooker, o engano benevolente não é justo para o paciente, e ele deu muitas palestras sobre esse assunto.:70 As ideias de Hooker não tiveram grande influência.:70

### História da pesquisa
Os historiadores citam uma série de experimentos de pesquisa com seres humanos para traçar a história do consentimento informado em pesquisa.
A Comissão de Febre Amarela do Exército dos EUA "é considerada o primeiro grupo de pesquisa na história a usar formulários de consentimento". Em 1900, o Major Walter Reed foi nomeado chefe da Comissão de Febre Amarela do Exército dos Estados Unidos em Cuba, que determinou que os mosquitos eram o vetor da transmissão da febre amarela. Seus primeiros experimentos provavelmente foram feitos sem a documentação formal de consentimento informado. Em experiências posteriores, ele obteve apoio de autoridades militares e administrativas apropriadas. Ele então redigiu o que agora é "uma das séries mais antigas de documentos de consentimento informado existentes". Os três exemplos restantes estão em espanhol com traduções para o inglês; dois têm a assinatura de um indivíduo e um está marcado com um X.
Tearoom Trade [en] é o nome de um livro do psicólogo americano Laud Humphreys [en]. Nele, ele descreve sua pesquisa sobre atos homossexuais masculinos. Na condução da pesquisa, em momento algum buscara consentimento de seus sujeitos de pesquisa e outros pesquisadores levantaram preocupações de que ele violava o direito à privacidade dos participantes da pesquisa.
Henrietta Lacks, em 29 de janeiro de 1951, logo após o nascimento de seu filho Joseph, foi admitida ao hospital Johns Hopkins em Baltimore com sangramento abundante. Ela foi diagnosticada com câncer cervical e tratada com tubos de rádio. Durante seus tratamentos de radiação para o tumor, duas amostras—uma de células saudáveis, a outra de células malignas—foram removidas de seu colo do útero sem sua permissão. Mais tarde naquele ano, Henrietta Lacks, de 31 anos, sucumbiu ao câncer. Suas células foram cultivadas criando células HeLa, mas a família não foi informada até 1973, a família descobriu a verdade quando os cientistas pediram amostras de ADN depois de descobrir que HeLa havia contaminado outras amostras. Em 2013, os pesquisadores publicaram o genoma sem o consentimento da família Lacks.[carece de fontes?]
A experiência de Milgram é o nome de um experimento de 1961 conduzido pelo psicólogo americano Stanley Milgram. No experimento, Milgram teve uma figura de autoridade que ordenou aos participantes da pesquisa que cometessem um ato perturbador de ferir outra pessoa. Após o experimento, ele revelaria que enganou os participantes e que eles não fizeram mal a ninguém, mas os participantes da pesquisa ficaram chateados com a experiência de terem participado da pesquisa. O experimento levantou ampla discussão sobre a ética de recrutamento de participantes para pesquisa, sem fornecer-lhes informações completas sobre a natureza da pesquisa.
Chester M. Southam [en] usou células HeLa para injetar em pacientes com câncer e presos da Penitenciária do Estado de Ohio sem consentimento informado para determinar se as pessoas poderiam se tornar imunes ao câncer e se o câncer poderia ser transmitido.
A doutrina do consentimento informado refere-se à negligência profissional e estabelece uma violação do dever de cuidado devido ao paciente. A doutrina do consentimento informado também tem implicações significativas para testes médicos de medicamentos, dispositivos ou procedimentos.[carece de fontes?]

## Procedimentos médicos
Até 2015 no Reino Unido e em países como Malásia e Cingapura, o consentimento informado em procedimentos médicos exige comprovação do padrão de atendimento a ser esperado como padrão reconhecido de prática profissional aceitável (o teste de Bolam), ou seja, quais riscos seriam um profissional médico geralmente revela nas circunstâncias. Indiscutivelmente, isso é "consentimento suficiente" em vez de "consentimento informado". No entanto, o Reino Unido se afastou do teste de Bolam para julgar padrões de consentimento informado, devido à decisão histórica em Montgomery v Lanarkshire Health Board. Isso se afasta do conceito de um médico razoável e, em vez disso, usa o padrão de um paciente razoável e a quais riscos um indivíduo atribuiria importância.O padrão de consentimento aqui é apenas que a pessoa compreenda, em termos gerais, a natureza e o propósito da intervenção pretendida. Como o padrão mais elevado de consentimento informado se aplica à negligência, não à agressão, os outros elementos de negligência devem ser esclarecidos. Significativamente, a causa deve ser mostrada: Se o indivíduo tivesse sido informado do risco, ele não teria continuado com a operação (ou talvez com aquele cirurgião).[carece de fontes?]
O estabelecimento ideal de um consentimento informado requer adaptação a fatores culturais ou outros fatores individuais do paciente. Por exemplo, as pessoas do Mediterrâneo e dos árabes parecem confiar mais no contexto da entrega da informação, com a informação sendo transportada mais por quem a está dizendo e onde, quando e como está sendo dito, ao invés do que é dito, que é relativamente mais importante em países "ocidentais" típicos.

## Consentimento para pesquisa
O consentimento informado também faz parte da pesquisa clínica ética, na qual um sujeito humano confirma voluntariamente sua vontade de participar de um ensaio clínico específico, após ter sido informado de todos os aspectos do ensaio que são relevantes para a decisão do sujeito em participar . O consentimento informado é documentado por meio de um termo de consentimento informado escrito, assinado e datado. Na pesquisa médica [en], o Código de Nuremberg estabeleceu um padrão internacional básico em 1947, que continuou a se desenvolver, por exemplo, em resposta à violação ética no Holocausto. Hoje em dia, a pesquisa médica é supervisionada por um comitê de ética que também supervisiona o processo de consentimento informado.[carece de fontes?]
Como as diretrizes médicas estabelecidas no Código de Nuremberg foram importadas para as diretrizes éticas para as ciências sociais, o consentimento informado tornou-se uma parte comum do procedimento de pesquisa. No entanto, embora o consentimento informado seja o padrão em ambientes médicos, nem sempre é exigido nas ciências sociais. Aqui, a pesquisa geralmente envolve risco baixo ou nenhum risco para os participantes, ao contrário de muitos experimentos médicos. Em segundo lugar, o mero conhecimento de que participam de um estudo pode fazer com que as pessoas alterem seu comportamento, como no Efeito Hawthorne: "No experimento de laboratório típico, os sujeitos entram em um ambiente no qual estão perfeitamente cientes de que seu comportamento está sendo monitorado, registrado, e posteriormente examinado.":168 Nesses casos, buscar o consentimento informado interfere diretamente na capacidade de conduzir a pesquisa, pois o próprio ato de revelar que um estudo está sendo realizado pode alterar o comportamento estudado. A lista exemplifica o dilema potencial que pode resultar: "se alguém estivesse interessado em explorar se, e em que medida, a raça ou gênero influencia os preços que os compradores pagam por carros usados, seria difícil medir com precisão o grau de discriminação entre os carros usados revendedores que sabem que estão participando de um experimento." Nos casos em que tal interferência é provável, e após consideração cuidadosa, um pesquisador pode renunciar ao processo de consentimento informado. Isso geralmente é feito depois de ponderar o risco para os participantes do estudo versus o benefício para a sociedade e se os participantes estão presentes no estudo por sua própria vontade e tratados com justiça. Os pesquisadores costumam consultar um comitê de ética ou conselho de revisão institucional para tomar uma decisão.
O nascimento de novas mídias online, como as redes sociais, complicou a ideia do consentimento informado. Em um ambiente online, as pessoas prestam pouca atenção aos acordos de Termos de Uso e podem se sujeitar a pesquisas sem um conhecimento profundo. Esta questão veio à luz pública após um estudo realizado pela Facebook, Inc. em 2014, e publicado por essa empresa e a Cornell University. O Facebook conduziu um estudo no qual alterou os feeds de notícias do Facebook de cerca de 700 000 usuários para reduzir a quantidade de postagens positivas ou negativas que viram por uma semana. O estudo então analisou se as atualizações de status dos usuários mudaram durante as diferentes condições. O estudo foi publicado no Proceedings of the National Academy of Sciences.[carece de fontes?]
A falta de consentimento informado gerou indignação entre muitos pesquisadores e usuários. Muitos acreditavam que, ao potencialmente alterar o humor dos usuários ao alterar as postagens que eles veem, o Facebook colocava os indivíduos em risco em maiores riscos de depressão e suicídio. No entanto, os suportes do Facebook afirmam que o Facebook detalha que eles têm o direito de usar as informações para pesquisa em seus termos de uso. Outros dizem que o experimento é apenas uma parte do trabalho atual do Facebook, que altera algoritmos de Feeds de notícias continuamente para manter as pessoas interessadas e voltando ao site. Outros apontaram que este estudo específico não está concluído, mas que as organizações de notícias constantemente experimentam diferentes manchetes usando algoritmos para provocar emoções e angariar cliques ou compartilhamentos do Facebook. Eles dizem que este estudo do Facebook não é diferente de coisas que as pessoas já aceitam. Ainda assim, outros dizem que o Facebook infringiu a lei ao conduzir o experimento em usuários que não deram consentimento informado.
A controvérsia do estudo do Facebook levanta inúmeras questões sobre o consentimento informado e as diferenças no processo de revisão ética entre pesquisas financiadas publicamente e privadas. Alguns dizem que o Facebook estava dentro de seus limites e outros veem a necessidade de um consentimento mais informado e / ou o estabelecimento de conselhos de revisão privados internos.

## Conflitos de interesse
Outras controvérsias de longa data ressaltam o papel dos conflitos de interesse entre professores e pesquisadores da faculdade de medicina. Por exemplo, a cobertura dos membros do corpo docente da faculdade de medicina da Universidade da Califórnia incluiu notícias de pagamentos corporativos contínuos a pesquisadores e profissionais de empresas que comercializam e produzem os próprios dispositivos e tratamentos que recomendam aos pacientes. Robert Pedowitz, o ex-presidente do departamento de cirurgia ortopédica da UCLA, relatou preocupação de que os conflitos de interesse financeiros de seu colega pudessem afetar negativamente o atendimento ao paciente ou a pesquisa de novos tratamentos. Em uma ação judicial subsequente sobre retaliação de denunciantes, a universidade forneceu um acordo de US$ 10 milhões para Pedowitz, embora não reconhecesse nenhum delito. O Consumer Watchdog, um grupo de supervisão, observou que as políticas da Universidade da Califórnia eram "inadequadas ou não cumpridas... Os pacientes em hospitais da UC merecem os dispositivos cirúrgicos e medicamentos mais confiáveis... e não devem ser tratados como experimentos." Outros incidentes de UC incluem levar óvulos de mulheres para implantação em outras mulheres sem consentimento e injetar bactérias vivas em cérebros humanos, resultando em mortes potencialmente prematuras.